# Ivan Bartoš (politik Zelených)
Ivan Bartoš (* 16. února 1957 Bílovec) je český pedagog, ekolog a politik, dlouholetý vedoucí správy CHKO Poodří, v letech 1994 až 2005 zastupitel města Studénka, člen Zelených.

## Život
Jeho celoživotní práce je spojena s ochranou přírody v regionu Poodří, kde byl dlouholetým vedoucím správy této chráněné krajinné oblasti. Z této pozice se podílel nejen na ochraně přírodních a kulturních hodnot v Poodří, ale inicioval projekty, které upřednostňují šetrný rozvoj tohoto území. Aktivně se zasazoval především za adekvátní protipovodňovou ochranu v Poodří s využitím kapacit říční nivy, aktivně se podílel na odstraňování následků povodní v roce 1998 i dalších menších povodňových stavů, propaguje rozvoj cykloturistiky v regionu severní Moravy, podílí se na záchraně tradičních odrůd ovocných stromů a podporuje projekty záchrany ohrožených druhů.
Má dlouholeté zkušenosti jako učitel na základní škole ve Studénce, současně je velmi aktivním členem a jedním ze zakládajících členů ČSOP Studénka.
Ivan Bartoš žije ve městě Studénka na Novojičínsku.

## Politické působení
Je členem Strany zelených. Za tuto stranu byl v komunálních volbách v roce 1994 zvolen na kandidátní listině "Sdružení SZ, NK" zastupitelem města Studénka. Stal se rovněž místostarostou města. Mandát zastupitele obhájil ve volbách v roce 1998 jako nezávislý, na pozici místostarosty však skončil. Také v dalších volbách v roce 2002 byl zvolen městským zastupitelem, tentokrát opět jako člen SZ na kandidátce s názvem "Nová šance". V dubnu 2005 však na mandát rezignoval z důvodu střetu zájmu. Znovu kandidoval ve volbách v roce 2010 jako člen SZ na kandidátce s názvem "Za kvalitu života" (tj. nezávislí kandidáti a SZ), ale neuspěl.
Za Stranu zelených kandidoval také do Zastupitelstva Moravskoslezského kraje, a to ve volbách v letech 2012 (na samostatné kandidátce) a 2016 (v rámci uskupení "PRO REGION" společně s SNK ED). Ani v jednom případě však neuspěl.
Několikrát také kandidoval za SZ v Moravskoslezském kraji do Poslanecké sněmovny PČR, a to v letech 1998 (ještě v rámci Severomoravského kraje), 2006 (nestraník za SZ), 2010 a 2013. Také v těchto případech však neuspěl. Ve volbách do Poslanecké sněmovny PČR v roce 2017 byl lídrem Zelených v Moravskoslezském kraji, ale neuspěl.